# Synodicon orientale
Droit canonique
Droit du haut Moyen Âge

Le Synodicon orientale  est le nom sous lequel est connu un recueil de canons conciliaires de l'Église d'Orient, rédigés en syriaque et datables entre 775 et 790.
La transmission du Synodicon est basée sur un seul manuscrit : l' « Alqosh Syr. 169 ». Elle est écrite en syriaque et datable entre 775 et 790.

## Contexte historique
L'Église d'Orient, est née en Mésopotamie et s'est surtout développée pendant l'empire perse des Sassanides, devenant au fil du temps une véritable Église nationale. En 484, lors du concile de Beth Lapat, l'Église perse adopta officiellement la théologie de Nestorius et Théodore de Mopsuestia, déjà condamnée par le concile d'Éphèse de 431. Cette décision sanctionna la séparation du reste du christianisme (l '« œcumène chrétien »). Le catholicos de Séleucie-Ctésiphon s'est proclamé chef de l'Église d'Orient à partir de ce moment et en assumant le titre de patriarche.
L'Église nestorienne (le nom sous lequel l'Église d'Orient est encore connue aujourd'hui en Occident) a commencé alors à vivre une vie propre et autonome, avec sa propre hiérarchie, ses propres dogmes et sa propre discipline ecclésiastique. Sa forte organisation interne lui a permis non seulement de résister aux diverses persécutions qu'elle a dû subir de la part des Perses, mais aussi de démarrer une intense activité missionnaire sur le continent asiatique, jusqu'en Inde et en Chine.
La discipline ecclésiastique, formulée dans les premiers conciles du christianisme et également adoptée par l'Église de Mésopotamie, devint impraticable au fil du temps, et fut reformulée, modifiée ou remplacée par de nouvelles réglementations, établies par divers conseils nationaux, sous l'autorité du patriarche de Séleucie-Ctésiphon. Les actes et décrets de ces conseils ont ensuite été rassemblés dans une collection connue sous le nom de Synodicon orientale.

## Datation et contenu
Il est difficile d'établir combien de manuscrits anciens en langue syriaque portent le texte du Synodicon orientale.
Dans le monastère de Rabban Ormisda près d'Alqosh, dans le nord de l'Irak, un codex du XIe siècle contenait divers textes canoniques et législations ecclésiastiques, y compris le Synodicon orientale. Ce codex se trouve maintenant dans le monastère voisin de Notre-Dame-des-Semences. À partir de ce manuscrit, deux exemplaires modernes ont été réalisés : le premier, en version intégrale, a été écrit peu avant 1869 par Joseph David. Il est aujourd'hui conservé au musée Borgia au siège de la Propaganda Fide à Rome. Le deuxième exemplaire a été fait à l'époque du patriarche chaldéen Audishu V Khayyath (en) (1894-1899) et ne contient que la deuxième partie de l'ancien manuscrit, celui connu sous le nom de Synodicon orientale ; cet exemplaire est conservé aujourd'hui à la Bibliothèque nationale de France.
L'ancien manuscrit conservé à Alqosh se compose de trois parties distinctes :
- la première partie est une série de textes hétérogènes, dont les canons du concile de Nicée en 325 et du concile de Chalcédoine en 451 ainsi que d'autres conciles réunis dans l'Empire romain au IVe siècle tels que ceux de Gangres, d'Antioche, deLaodicée, de Constantinople, de Carthage, etc. ;
- la deuxième partie contient le Synodicon orientale, c'est-à-dire les actes et canons de treize conciles de l'Église d'Orient, à partir de celui de 410, annoncé par le catholicos Isaac, à celui de 775, célébré par le patriarche Hnanishoʿ II[6] ;
- la troisième partie est un ensemble hétérogène d'actes, de canons et de dispositions disciplinaires datant du huitième siècle.

Une note dans la deuxième partie du manuscrit rapporte que le « Livre des Synodes d'Orient », comme l'appelle le Synodique de l'Est, a été copié d'un manuscrit ancien à l'époque du patriarche Elia I, décédé en 1049. Selon Jean-Baptiste Chabot, le Synodicon a été écrit dans une période indéterminée entre 775, l'année du dernier concile mentionnée dans le recueil, et 790, l'année d'un important concile célébré par le patriarche Timothée Ier (vers 780-823), non accepté dans le Synodicon.
Le Synodicon orientale rapporte les actes et les canons de treize conciles de l'Église d'Orient, selon cette liste :
| No   | Synode                             | Année | Pages   |
| ---- | ---------------------------------- | ----- | ------- |
| I    | Concile du catholicos Isacco       | 410   | 253-275 |
| II   | Concile du catholicos Yahballaha I | 420   | 276-284 |
| III  | Concile du catholicos Dadishu I    | 424   | 285-297 |
| IV   | Concile du patriarche Acacio       | 486   | 299-308 |
| V    | Concile du patriarche Babai        | 497   | 310-317 |
| VI   | Concile du patriarche Aba I        | 544   | 318-351 |
| VII  | Concile du patriarche Giuseppe     | 554   | 352-367 |
| VIII | Concile du patriarche Ezechiele    | 576   | 368-389 |
| IX   | Concile du patriarche Ishoʿyahb I  | 585   | 390-455 |
| X    | Concile du patriarche Sabrishoʿ I  | 596   | 456-470 |
| XI   | Concile du patriarche Gregorio     | 605   | 471-479 |
| XII  | Concile du patriarche Giorgio I    | 676   | 480-514 |
| XIII | Concile du patriarche Hnanishoʿ II | 775   | 515-523 |

## Critique et valeur du document
Jean-Baptiste Chabot a publié en 1902 la seule édition critique du Synode orientale, à partir des deux exemplaires du manuscrit de Rabban Ormisda, avec une traduction française. Selon Chabot, le Synodicon est important pour trois raisons : d'abord parce qu'il permet de suivre le développement et les modifications ultérieures de la doctrine théologique nestorienne à partir de l'examen des professions de foi qui précèdent la plupart des actes des synodes ; deuxièmement, parce qu'il fournit des informations précieuses sur la chronologie exacte des patriarches de Séleucie-Ctésiphon; enfin, les nombreuses listes épiscopales présentes dans le Synodicon permettent de reconstituer l'organisation ecclésiastique de l'Église d'Orient à l'époque perse (Ve – VIIIe siècle) et apportent une contribution importante à l'histoire de l'Église d'Orient.

## Description détaillée et localisation actuelle
Le manuscrit réside actuellement au monastère des Chaldéens  à Bagdad, bien qu'au XIXe siècle Mgr Joseph David a rapporté à Rome un exemplaire en deux volumes qui est maintenant catalogué comme Vat.Borg.Sir. 81-82.2 Manuscrits du Synodicon (à la fois occidentaux et orientaux).
Une description détaillée de ce manuscrit se trouve dans le catalogue de la bibliothèque syro-chaldéenne du couvent de Notre-Dame des Semences près d'Alqosh en Irak.